# Cubillos del Sil
Cubillos del Sil est une commune d'Espagne dans la province de León, communauté autonome de Castille-et-León. Elle s'étend sur 53,41 km2 et comptait environ 1 821 habitants en 2015.